# Jean-Charles Sauriat
Jean-Charles Sauriat, né le 3 novembre 1753 à Poligny Jura, mort le 24 septembre 1832 dans la même ville, est un général de brigade de la Révolution française
Il appartient à une famille ancienne et considérée de cette ville, originaire d'Espagne.

## États de service
Engagé en 1770 dans le régiment de Bourbon-cavalerie, il est nommé capitaine au 2e bataillon de volontaires du Jura le 6 octobre 1791. Il est promu général de brigade le 21 février 1794, Sauriat est chargé de la défense des îles du Rhin. 
Retiré dans sa ville natale en 1795, il est nommé administrateur central du Jura et chargé de l'organisation des bataillons de ce département. Il occupe également une charge d'inspecteur aux Eaux et Forêts.
Son fils Charles Sauria est l'inventeur des allumettes chimiques à friction.

## Source
- Émile Fourquet, Les hommes célèbres et les personnalités marquantes de Franche-Comté, 1929